# Acacia cucuyo
Acacia cucuyo là một loài thực vật có hoa trong họ Đậu. Loài này được Barneby & Zanoni miêu tả khoa học đầu tiên năm 1989.